# Rowan Woods
Rowan Woods (né en 1959 à Sydney) est un réalisateur et scénariste australien.

## Filmographie

### Réalisateur

#### Cinéma
- 1994 : Tran the Man (court métrage)
- 1998 : The Boys
- 2005 : Little Fish
- 2008 : Fragments (Winged Creatures)

#### Télévision

##### Séries télévisées
- 1999-2003 : Farscape (18 épisodes)
- 2001 : Cavale australe (en) (Do or Die)  (mini-série)

##### Téléfilms
- 2000 : Dogwoman: Dead Dog Walking
- 2004 : Fireflies
- 2009 : 3 Acts of Murder (en)

### Scénariste

#### Cinéma
- 1993 : The Rockhopper (court métrage) de Wenona Byrne
- 1994 : Tran the Man (court métrage) de lui-même
- 1997 : The Sapphire Room (court métrage) de Sean O'Brien
- 1997 : Towelhead (court métrage) de lui-même